# Metasphaeria avenae
Metasphaeria avenae är en svampart som först beskrevs av Bernhard Auerswald, och fick sitt nu gällande namn av Pier Andrea Saccardo 1883. Metasphaeria avenae ingår i släktet Metasphaeria och familjen Dothioraceae.   Inga underarter finns listade i Catalogue of Life.